# Bellevue Towers
Bellevue Towers – kompleks dwóch wieżowców w Bellevue, w stanie Waszyngton, w Stanach Zjednoczonych, o wysokości 137,2 i 131,1 m. Budynki zostały otwarte w 2008 i mają odpowiednio 43 i 42 kondygnacje.